# Province de Sud Cinti
La province de Sud Cinti est une des 10 provinces du département de Chuquisaca, en Bolivie. Son chef-lieu est Camataqui.

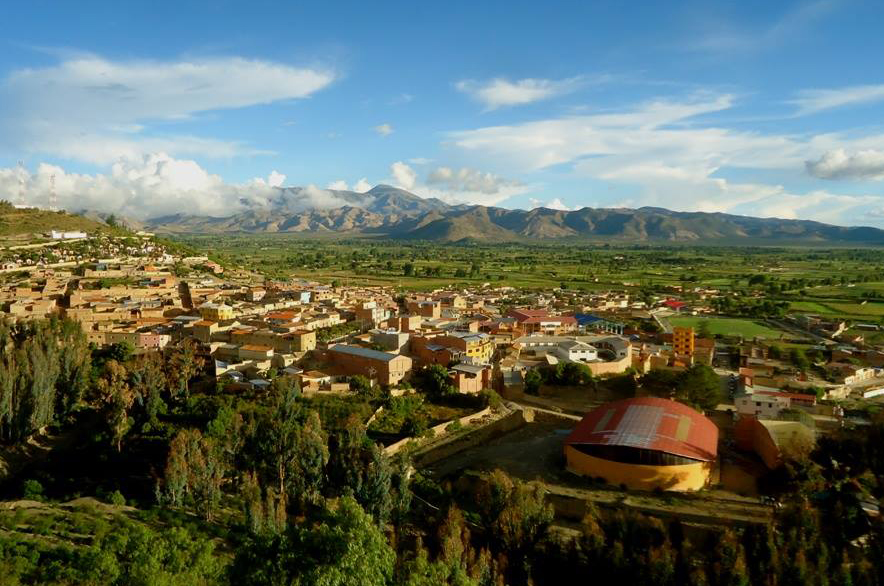